# Евразийская лига по баскетболу
Евразийская лига — баскетбольный турнир между командами представляющими ЕАЭС. В рамках розыгрыша Лиги игроки, являющиеся гражданами стран ЕАЭС, не являются легионерами в любой команде, что соответствует положениям по трудовой миграции, принятыми в документах Союза. Евразийская лига создана для углубления сотрудничества между государствами-членами в спортивной сфере.

## История
Идея создания Евразийской лиги по баскетболу появилась после проведения баскетбольного турнира Кубок ЕАЭС, прошедшего 23–26 февраля 2018 года в Ереване. Тогда в турнире приняли участие команды, представляющие Армению, Беларусь, Казахстан и Россию. Была достигнута договоренность переформировать Кубок ЕАЭС в Евразийскую лигу. Идея поддержана клубами и ФИБА. 
Пресс-конференция, посвященная первому сезону Евразийской лиги, прошла 12 августа 2019 года и началась со встречи делегации во главе с президентом Кареном Гилояном с Председателем Коллегии Евразийской экономической комиссии Тиграном Саркисяном. Участниками встречи стали представители клубов Евразийской лиги: президент БК «Арагац» Дэвид Джонтоян (Армения), вице-президент Федерации баскетбола Могилевской области Беларуси Виталий Игнатович (Беларусь), президент БК «Барсы Атырау» Булат Мухамбеткаллиев (Казахстан), президент БК «Арсенал» Виктор Усков (Россия), вице-президент Федерации баскетбола г.Москвы Ваграм Вардумян (Россия).

Открывая встречу, Тигран Саркисян заявил:
Пусть вопросы спорта не входят в компетенцию ЕЭК, но мы понимаем, что интеграция в спорте позволит развивать евразийскую экономическую интеграцию. Поэтому мы приветствуем создание Евразийской лиги по баскетболу.

Из стран-участниц ЕАЭС только Киргизия пока не отправила свой клуб в новое соревнование. Карен Гилоян отметил:
У Киргизии пока нет сильной команды, которая бы могла на равных конкурировать с участниками Евразийской лиги. При этом я допускаю, что они присоединятся к нам, возможно, уже через год-два. Также в турнире хотели принять участие казахстанские «Тобол» и «Каспий», но ФИБА порекомендовала нам провести первый сезон с участием шести команд. Поэтому мы были ограничены. Команды, которые принимают участие в первом сезоне, на мой взгляд, сталкиваются с одинаковыми сложностями и проблемами. Например, А-Лига Армении образована всего два года назад, но уже сейчас мы понимаем, что командам негде набираться опыта и выходить на мировой уровень. Уверен, что подобные цели преследуют и другие клубы лиги.

При этом российские команды Единой лиги ВТБ, саратовский «Автодор» и пермская «Парма», оставшиеся в сезоне 2019/2020 без еврокубков, не рассматривались в качестве потенциальных участников нового турнира. Генеральный директор Евразийской лиги Ара Погосян пояснил:
Мы хотели подобрать клубы приблизительно одного уровня, чтобы им было интересно соревноваться друг с другом. Если бы мы пригласили условный «Автодор», то с их бюджетом они бы доминировали и могли выигрывать матчи с крупной разницей. Это бы негативно сказалось на зрительском интересе к турниру.

Чтобы получить поддержку ФИБА, Евразийская лига получила одобрение у всех национальных федераций клубов-участников, включая Российскую федерацию баскетбола. От РФБ турнир будет курировать глава департамента профессионального баскетбола федерации Никита Моргунов. Он отметил:
Очень интересно наблюдать за рождением нового международного баскетбольного турнира, с большими планами и амбициями. Безусловно, РФБ поддерживает этот проект. Не у всех российских команд есть возможность выступать на международной арене, а когда они играют только в рамках своего чемпионата, прогресс может остановиться. Поэтому мы понимаем необходимость участия наших клубов в официальных спаррингах с командами из других стран. Как бывший баскетболист могу сказать, что это всегда полезный опыт.

## Победители и призёры
| Сезон               | Место проведения Финала четырёх | Финал   | Финал | Финал        | Матч за 3-е место | Матч за 3-е место | Матч за 3-е место |
| Сезон               | Место проведения Финала четырёх | Золото  | Счёт  | Серебро      | Бронза            | Счёт              | 4-е место         |
| ------------------- | ------------------------------- | ------- | ----- | ------------ | ----------------- | ----------------- | ----------------- |
| 2019/2020 Подробнее | Ереван                          | Арсенал | 89:78 | Барсы Атырау | Борисфен          | 92:80             | Урарту            |

## Самый ценный игрок «Финала четырёх»
| Сезон     | Игрок           | Команда |
| --------- | --------------- | ------- |
| 2019/2020 | Евгений Маринин | Арсенал |

## Символические пятёрки
| Сезон     |                   |              |
| Сезон     | Игроки            | Клубы        |
| --------- | ----------------- | ------------ |
| 2019/2020 | Райан Кук         | Барсы Атырау |
| 2019/2020 | Девин Джонсон     | Борисфен     |
| 2019/2020 | Константин Греков | МГАФК        |
| 2019/2020 | Эмануэль Шеперд   | Урарту       |
| 2019/2020 | Артём Попов       | Арсенал      |